# McDonald Heights
McDonald Heights är en kulle i Antarktis. Den ligger i Västantarktis. Inget land gör anspråk på området. Toppen på McDonald Heights är 1 000 meter över havet.
Terrängen runt McDonald Heights är platt åt sydväst, men åt nordost är den kuperad. Trakten är obefolkad. Det finns inga samhällen i närheten.